# Max von Esterle
Max von Esterle (geboren 16. Oktober 1870 in Cortina d’Ampezzo, Österreich-Ungarn; gestorben 4. Jänner 1947 in Bezau in Vorarlberg) war ein österreichischer Maler und Porträtist.

## Leben
Max von Esterle besuchte die Privatmalschule Heinrich Strehblow in Wien und von 1897 bis 1900 die École des Beaux-Arts in Paris und studierte von 1900 bis 1904 an der Münchner Kunstakademie. Von 1909 bis 1910 war er Mitarbeiter der Zeitschrift Der Föhn, dann bis 1913 Karikaturist bei Ludwig von Fickers Zeitschrift Der Brenner. 1914 musste er als Soldat am Ersten Weltkrieg teilnehmen und geriet in russische Kriegsgefangenschaft, aus der er erst 1920 entlassen wurde. Ab 1919 hieß er Max Esterle. Ab 1924 arbeitete er als Lektor für Zeichnen und Technologie der Malerei an der Universität Innsbruck. 1926 wurde er erster Präsident der Berufsvereinigung der bildenden Künstler Tirols. Esterle beantragte nach dem Anschluss Österreichs am 29. Oktober 1938 die Aufnahme in die NSDAP, wurde zum 1. November 1939 aufgenommen (Mitgliedsnummer 7.253.124) und leitete 1939 bis 1941 die Kammer der bildenden Künste Tirols.

## Werk

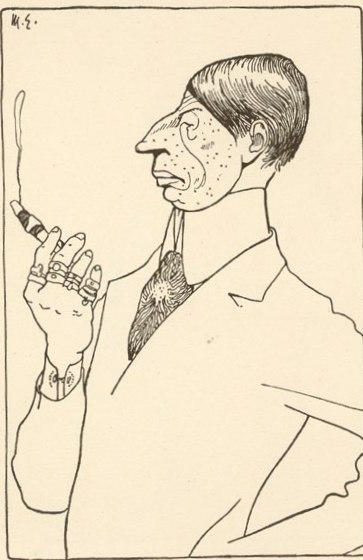
Hans von Hoffensthal (1911)

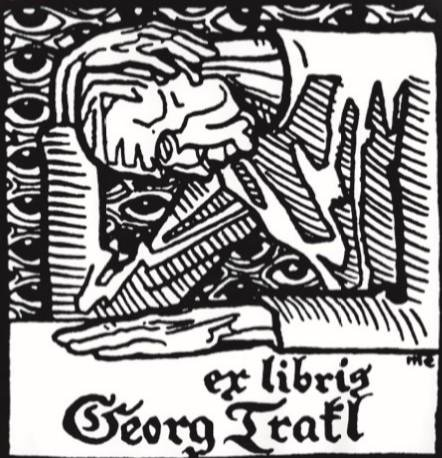
Georg Trakl Exlibris 1913

Esterle fertigte vor allem Porträts und Gemälde südlicher Landschaften an und bevorzugte die Freilichtmalerei. Außerdem arbeitete er in Holzschnitt und Radierung.

## Weblinks

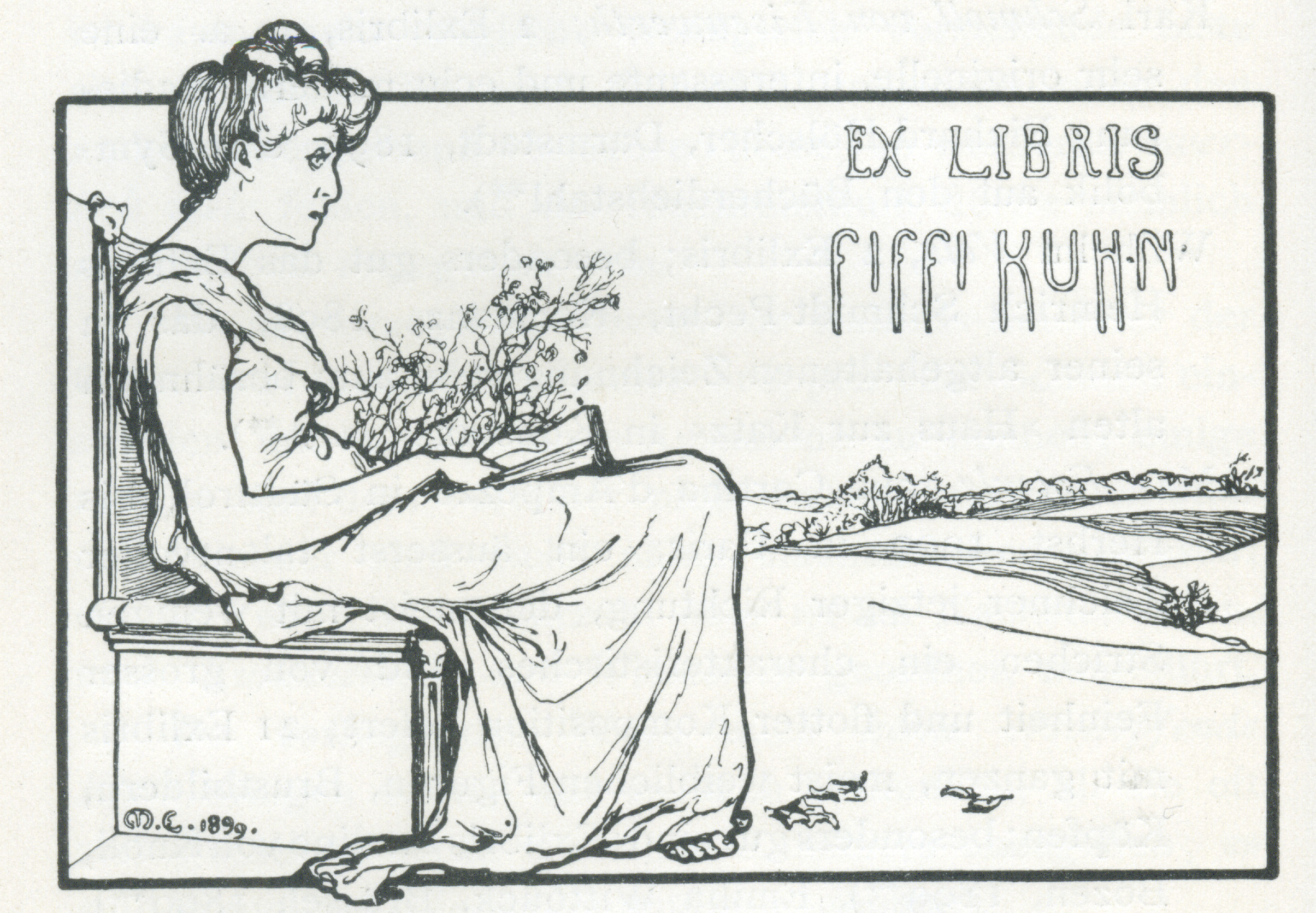
Exlibris für Philippine Kuhn

## Ausstellungen
- 1905: Innsbruck
- 1906: Innsbruck
- 1971: Taxisgalerie